# Logofeția Dreptății
Logofeția Dreptății sau Departamentul Dreptății a fost un minister care se ocupa de supravegherea și îndrumarea activității judecătorești în țară, conducătorul departamentului, Marele logofăt, fiind mijlocitor între instanțele judecătorești și domn. Ministerul a fost înființat în 1831 în Țara Românească și în 1832 în Moldova prin Regulamentul Organic. Din 1862 a primit numele de Ministerul de Justiție cu sediul la București.

## Istoric
Pe teritoriul actual al României, activitatea judecătorească a apărut și a evoluat odată cu organizarea statală. La început, activitatea judiciară era realizată împreună cu celelalte activități ale statului, neavând un caracter independent și nefiind exercitată de persoane specializate.
În prima jumătate a secolului al XIX-lea, prin adoptarea Regulamentelor Organice in Țara Românească în anul 1831 și în Moldova in anul 1832, s-a trecut la organizarea instituțională pe baza principiului separării puterilor în stat. Astfel, puterea legislativă era încredințată Adunării obștești, ce executivă domnului iar cea judecătorească tribunalelor care erau independente față de adunare și domn.
Conform Regulamentelor, justiția era exercitată de următoarele instanțe:
- Tribunalele de întâia instanță sau judecătoriile județelor;
- Divanurile judecătorești, cu sediile în București și Craiova pentru Țara Romănească și Iași pentru Moldova. La aceste instanțe se *udecau apelurile împotriva hotărârilor judecătoriilor județene;
- Judecătoriile de comerț;
- Judecătoriile de poliție;
- Înaltul Divan sau Înalta Curte de Apelație (din 1833 numit Divanul Domnesc). Aceasta era instanța supremă care judeca apelurile contra hotărârilor divanurilor judecătorești și judecătoriilor de comerț. Rejudecarea unui proces era posibilă numai în urma înaintării unei cereri către domn, care putea dispune reintrarea acestuia pe rol la Înaltul Divan.
- Divanul de revizie.[1]

Pentru perioada de început, activitatea Logofeției Dreptății sau  Departamentul Dreptății se reducea la supravegherea și îndrumarea activității judecătorești, conducătorul departamentului, Marele logofăt, fiind mijlocitor între instanțele judecătorești și domn. Marele logofăt, avea obligația de a se informa direct sau prin revizorii de la judecătoriile județene și de la Înaltul Divan asupra desfășurării proceselor. La rândul sau, acesta îl informa pe domnitor asupra încălcării legilor, propunea numirea sau suspendarea magistraților precum și darea lor în judecată pentru încălcarea legilor. Totodată, Marele logofăt aducea la cunoștința domnitorului rapoartele președinților și procuratorilor judecătoriilor, în chestiuni judiciare și de organizare și de asemenea, apelurile împotriva Înaltului Divan. El contrasemna decretele domnești în chestiuni judiciare și propunea reducerea pedepselor sau grațierea unor condamnați etc.
Inițial, Logofeției Dreptății era constituită dintr-un ministru, sau mare logofăt, un director înlocuitor al acestuia, conducătorul direct al celor trei birouri (mese) și un revizor judecătoresc. În perioada de timp care a urmat, articolele din Regulamentele Organice referitoare la organizarea justiției au cunoscut modificări. În anul 1862 prin desființarea Departamentului de la Iași s-a format un singur Minister de Justiție cu reședința la București.